# Trindrini
Trindrini est un village des Comores, situé sur l'île d'Anjouan, dans la préfecture de Mrémani.